# Aníbal Benévolo (navio)
O vapor Aníbal Benévolo (Annibal Bennevolo) foi um navio brasileiro de carga e de passageiros, afundado na madrugada do dia 16 de agosto de 1942, pelo submarino alemão U-507, no litoral do estado de Sergipe.
Foi a décima-oitava embarcação brasileira atacada na guerra, e a terceira a ser afundada em sequência pelo mesmo "u-boot", que torpedeara na noite anterior os navios Baependi e Araraquara em águas próximas.
Morreram 150 pessoas das 154 que se encontravam a bordo, consistindo no mais letal — em números relativos (mais de 97%) — daquela sequência de ataques. No Baependi, esse índice alcançou cerca de 88 % (270 mortos dentre 306 pessoas) e no Araraquara, pouco mais de 92% (131 mortos dentre 142 pessoas).
A notícia chegou aos ouvidos da população brasileira dia 18 de agosto, o que levou a grandes manifestações populares, em várias cidades brasileiras, as quais exigiam a imediata declaração de guerra contra as potências do Eixo. Nesse ínterim, ainda seriam afundados mais três embarcações brasileiras (o Itagiba, o Arará e a barcaça Jacira), com mais 56 mortos.
No dia 22, o governo, o Governo Brasileiro decidiu pela entrada do país na guerra contra a Alemanha nazista e a Itália fascista. A declaração do estado de beligerância foi oficialmente formalizada no dia 31 daquele mês, através do Decreto-Lei nº 10.358.

## O navio
O navio foi completado em abril de 1905, nos estaleiros da Reiherstieg Schiffswerfte & Maschinenfabrik, em Hamburgo, na Alemanha, mesma cidade onde seria construído o U-507, em 1940.
Era de dimensões modestas, se comparado aos outros navios brasileiros afundados até então: 82,2 metros de comprimento por 11,5 metros de largura, e um calado de apenas 3,8 metros. Constituído de um casco de aço e com 1 905 toneladas de arqueção bruta (GRT), era propelido por dois motores a vapor de tripla expansão acoplados a duas hélices gêmeas, com potência nominal de 156 HP e velocidade máxima de 12 nós.

## História
Operado inicialmente pela Companhia de Navegação Cruzeiro do Sul, de Santos, sob o nome de Jupiter, foi adquirido em 1910 pelo Lloyd Brasileiro. Em 1914, naufragou no litoral do estado de Santa Catarina. Recuperado e consertado, foi rebatizado Ruy Barbosa, em 1917, com registro no Rio de Janeiro. Em 1923, foi renomeado Comandante Alvim, e, finalmente, Aníbal Benévolo, em 1931, nome que ostentou até o seu afundamento onze anos depois.
Seu último nome foi homenagem a Aníbal Benévolo, tenente do exército e revolucionário, morto em novembro de 1924, durante a revolta tenentista que eclodiu no Rio Grande do Sul, a qual daria origem, meses depois, à Coluna Prestes.

## O contexto imediato
Embora as relações diplomáticas entre o Brasil e a Alemanha Nazi estivessem rompidas desde janeiro e, apesar do afundamento de quinze mercantes seus nos meses anteriores, o Brasil, em tese, ainda era um país neutro. Porém, no início de agosto, ante aos revides das patrulhas aéreas norte-americanas, a partir de bases brasileiras (e com auxílio de brasileiros), contra os submarinos do Eixo, a relação entre os dois países estavam seriamente deterioradas, em um estado de guerra latente entre eles.
Nesse contexto, o Alto-Comando da Kriegsmarine determinou ao submarino U-507 que se deslocasse para a costa brasileira e lá, executasse "manobras livres", ou seja, afundar toda e qualquer embarcação aliada ou latino-americana, exceto argentinas e chilenas, sem necessidade de aviso ou autorização.  Os alemães já haviam feito bom uso dessa permissão em abril e maio daquele ano no Golfo do México quando, somente o U-507 afundou 11 navios, um deles no delta do Mississippi.
Do lado brasileiro, os navios mercantes de cabotagem passariam a trabalhar em um ambiente de pré-guerra e essa expectativa estava bem evidenciada nas ordens que então receberam todos os comandantes, ou seja, a de navegarem mais próximos da costa brasileira e que durante a noite, as luzes internas de seus barcos deveriam ficar apagadas, ficando acesos apenas os faróis de navegação. E ainda, segundo as normas expedidas pelo governo brasileiro, os navios, que como medida de segurança já traziam as vigias pintadas de preto, deveriam tomar precauções maiores quando passassem a navegar de Maceió mais para o norte.

## O agressor
O U-507 era um submarino do Tipo IXC, fabricado em 1940. Tinha 1 120 toneladas de deslocamento na superfície e 1 232 toneladas submerso. Com um comprimento de 76,76 metros, os submarinos desse tipo eram movidos por uma combinação de motores diesel e elétrico. Debaixo d’água, só se podia usar o motor elétrico, que não rouba o ar como os motores a combustão (só mais tarde na guerra que se adaptou um dispositivo - basicamente um tubo que capta o ar da superfície -, o snorkel, para tornar o submarino capaz de ligar o motor diesel mesmo submerso). Na superfície, movido a diesel, um tipo IXC podia navegar 13 450 milhas náuticas (25 000 km) a uma velocidade de 10 nós (18,5 km/h). Submerso, com o motor elétrico, só conseguia navegar 63 milhas a uma velocidade de apenas 4 nós (7,5 km/h). Possuíam 22 torpedos e  um carregamento de 44 minas. Operavam com uma tripulação entre 48 e 56 homens.
Seu comandante, o Capitão-de-Corveta Harro Schacht, também era muito experiente. Casado, 35 anos, com residência fixa em Hamburgo, começara a carreira naval, em 1926, servindo nos cruzadores Emden e Nürnberg, até ser deslocado para o Gabinete do Comando da Marinha, onde foi promovido a Capitão-de-Corveta e assumindo, pouco depois, o comando do U-507.
Por ocasião do afundamento do Aníbal Benévolo, o "u-boot" já contabilizava 12 ataques (com onze naufrágios).

## O afundamento
O navio, comandado pelo Capitão-de-Longo-Curso Henrique Jacques Mascarenhas Silveira, saiu de Salvador por volta do meio-dia do dia 15 de agosto - cerca de uma hora depois da partida do Araraquara -, navegando na mesma direção norte, com destino a Aracaju. O U-507 o encontrou sete horas depois de atacar o Araraquara.
Não estava longe da terra - apenas 7 milhas náuticas, quase 13 km, na altura da foz do Rio Real, que faz a divisa dos estados da Bahia e Sergipe, e navegava, desarmado e sem escolta, com as luzes dos salões e camarotes apagadas, conservando-se acesos apenas os faróis de navegação, conforme determinação das companhias.
Eram 4h13 do dia 16 de agosto (9h13 pelo Horário da Europa Central), quando ele foi atingido por um torpedo na popa e, em seguida, por outro que acertou a casa de máquinas. Se não estivesse tão perto da costa, o submarino até poderia tentar afundá-lo a tiros de canhão - alvos pequenos não costumavam merecer torpedos, cuja quantidade a bordo de um submarino é limitada (um submarino tipo VII levava geralmente 14, e o maior, tipo IX, como o U-507, podia ter 22 torpedos a bordo).
Nesse particular, os alemães tiveram problemas, durante vários momentos da guerra, com a confiabilidade de seus torpedos. Nem todos explodiam, nem todos se dirigiam corretamente ao alvo. Cada torpedo, com um diâmetro de 21 polegadas (533 mm), leva cerca de 300 kg de explosivos em seu nariz. Mas, quando acertavam, o impacto era brutal - especialmente em um navio pequeno e com quase quarenta anos de serviço (fora construído em 1905). Era praticamente impossível a um navio da tonelagem do Aníbal Benévolo receber um duplo torpedeamento e sobreviver.
Os dois petardos fizeram o pequeno navio de cabotagem soçobrar em dois minutos. Como era de madrugada, a maioria dos 83 passageiros estava dormindo, e não teve tempo de sair dos camarotes. Também não houve tempo de lançar nenhuma baleeira n’água. Todos os passageiros morreram — entre os quais 16 crianças –, provavelmente muitos ainda a bordo dos camarotes que, de repente foram tomados pela água.
Dos 71 homens da tripulação, apenas 4 sobreviveram, sendo que três conseguiram alcançar uma das balsas que se desprendera do navio e um outro que fez o percurso de mais de 10 km de mar agarrado a destroços, e que pisou em terra somente no dia seguinte.
Um dos poucos sobreviventes foi o comandante Mascarenhas, o qual, pouco tempo depois, estava de volta à zona de guerra em um outro navio. Eis o seu relato:
"Quando ouvi um forte estampido abafado, me encontrava no passadiço, assim como o imediato. Este, percebendo que o navio afundava, dirigiu-se para a casa do leme, onde pôs a funcionar o alarme, enquanto eu tentava arriar uma das baleeiras salva-vidas.
 Logo fui lançado na água descendo a uma profundidade que calculo em dez metros. Com muita dificuldade, nadando em desespero, consegui chegar à tona, onde, mesmo na escuridão reinante, encontrei um tambor para me apoiar. Pouco depois, vi uma das quatro balsas que navio possuía e consegui me acomodar nela até o dia clarear, sempre perscrutando em volta na ânsia de descobrir algum outro náufrago a quem pudesse auxiliar. Mas ao meu redor, só vagavam destroços. Fiquei muito deprimido, principalmente ao lembrar do imediato correndo para a casa do leme para fazer funcionar o alarme, e de lá, provavelmente, não teve mais tempo de retornar.
Na balsa, por mais que tentasse ouvir algo que sugerisse a presença de náufragos, apenas escutava o marulho das vagas. Dali a pouco, porém, avistei dois tripulantes que pude salvar".CLC Henrique Jacques Mascarenhas da Silveira. Comandante do Aníbal Benévolo.
O ataque ao Aníbal Benévolo e aos outros dois navios brasileiros foi facílimo, como tinha sido fácil afundar os navios americanos durante o "tempo feliz". As luzes das cidades costeiras ajudavam o submarino a vislumbrar a silhueta dos mercantes à noite. Foi um exercício de tiro ao alvo. Os relatos dos sobreviventes indicam que cada um dos três navios foi atingido por dois torpedos. Fazer um ataque sempre com mais de um torpedo era a tática usual dos submarinos para ter a garantia do sucesso, sendo que, até então, o segundo torpedo era disparado após a tripulação já ter abandonado o navio. Era o que se denominava "mínima eficiência".
No caso do triplo afundamento a tática foi diferente. O grande número de vítimas foi devido ao tipo de ataque devastador desfechado pelo U-507: sem prévio aviso e lançando dois torpedos um após outro, o que levou aqueles navios ao fundo em questões de minutos, debaixo de uma noite escura e de um mar revolto. Ou seja, além de neutralizar o envio de matérias-primas aos Estados Unidos, o objetivo também era o de causar o maior número de vítimas fatais

## Repercussão e consequências
A marinha mercante brasileira ficou em pânico - os brasileiros não tardariam a ficar também. Esses três primeiros ataques concentraram o maior número de mortos, mas, por terem acontecido no fim de semana, a notícia demorou a repercutir, exceto no litoral de Sergipe, onde cadáveres apareciam às centenas nas praias, juntamente com os destroços dos navios, para horror de seus pacatos moradores.
Em Aracaju, o clima era de consternação, pois o Aníbal Benévolo faria escala no porto daquela cidade e decerto, muitos dos passageiros mortos eram moradores de lá. As ruas foram tomadas de pessoas que, desorientadas, buscavam explicações para a tragédia.
Somente na terça-feira, 18 de agosto, que a estação retransmissora do DIP irradiou para todo o país, e os jornais publicaram, o comunicado que indignaria o País, juntamente como a notícia do afundamento de mais dois barcos, o Itagiba e o Arará, no dia anterior.
"Pela primeira vez embarcações brasileiras, servindo ao tráfego de nossas costas no transporte de passageiros e cargas de um estado para o outro, sofreram ataques de submarinos do Eixo (…) O inominável atentado contra indefesas unidades da marinha mercante de uma país pacífico, cuja vida se desenrola à margem e distante do teatro de guerra, foi praticado com desconhecimento dos mais elementares princípios do direito e da humanidade. Nosso país, dentro de sua tradição, não se atemoriza diante de tais brutalidades e o governo examina quais as medidas a tomar em face do ocorrido. Deve o povo manter-se calmo e confiante, na certeza de que não ficarão impunes os crimes praticados contra a vida e os bens dos brasileiros".Departamento de Imprensa e Propaganda. 18 de agosto de 1942.
A notícia comoveu a população brasileira na época. Também motivou reações violentas de cidadãos que, indignados e desejando vingança, se voltaram contra imigrantes alemães, italianos e japoneses. Em muitas cidades brasileiras ocorreram episódios de depredações de estabelecimentos comerciais pertencentes a imigrantes vindos de países que faziam parte do Eixo - e até tentativas de linchamento desses imigrantes.
Após a entrada do Brasil na guerra, os imigrantes e seus descendentes passaram a ser vigiados pelas autoridades brasileiras - e não foram poucos os que foram vítimas de perseguições e arbitrariedades. Apesar da grande maioria não ser adepta à causa do nazi-fascismo, suas origens já os colocavam sob suspeita de espionagem.
Nesse episódio, uma informação fez com que surgissem suspeitas de sabotagem de agentes do Eixo. Os três navios torpedeados tinham ficado retidos no porto de Salvador por causa de um acidente na rede de abastecimento de água. Isso fez com que tivessem a partida retardada, resultando no seu agrupamento, o que poderia ter sido provocado propositalmente para que fossem alcançados todos juntos pelo U-507. Nada, porém ficou provado.
Na capital sergipana, Nicola Mandarino, italiano, comerciante destacado e lá radicado há muito tempo, teve sua casa na praça Olímpio Campos, onde atualmente está sediada a Cúria Metropolitana, invadida, móveis quebrados, livros queimados, acontecendo o mesmo com a sede de sua Fazenda Iolanda, antigo Colégio dos Jesuítas, no município de Itaporanga d'Ajuda. A suposição era a de que Nicola Mandarino teria um rádio, pelo qual informava aos capitães dos submarinos, a rota e a posição dos navios.
Em 22 de agosto, após uma reunião ministerial, o Brasil deixava de ser neutro, declarando "estado de beligerância" à Alemanha nazista e à Itália fascista, formalizado através  do Decreto-Lei nº 10 508, expedido a 31 de agosto de 1942. Assim, o Brasil entrava oficialmente na guerra.
Apesar disso, o U-boot não se intimidaram: naquele ano houve mais seis torpedeamentos de embarcações brasileiras, e seriam mais quinze até o final do conflito.